# Central Slope, Bắc Dakota
Central Slope là một lãnh thổ chưa tổ chức thuộc quận Slope, tiểu bang Bắc Dakota, Hoa Kỳ. Năm 2010, dân số của nơi này là 18 người.